# Tours
Tours város Franciaország Centre-Val de Loire régiójában, Indre-et-Loire megye székhelye. A Loire és a Cher folyó alkotta háromszögben fekszik, Párizstól 210 km-re délnyugatra. Franciaország kulturális és történelmi városa címet viseli. A Tours-i főegyházmegye érseki székvárosa.

## Közlekedése
A városnak 2 pályaudvara van: a belvárosban található a gare Tours-Centre és a külvárosban gare Saint-Pierre-des-Corps TGV-állomás. A két pályaudvart a "navette" elnevezésű vonal köti össze. Párizs Montparnasse állomásról Saint-Pierre-des-Corps 1 óra alatt elérhető TGV-vel (nagy sebességű vonat). Tours-Centre pályaudvarra Párizs Austerlitz-ről indulnak gyorsvonatok, melyek 2-3 óra alatt érik el a várost. Tours-Centre-ból a TER Centre (regionális vonat) vonalai indulnak a környező falvakba.
A központi pályaudvar előtt van az autóbusz-állomás. A Fil Bleu vonalai behálózzák az egész várost. A Fil Vert és a TER Centre buszaival pedig a vasútvonallal nem rendelkező falvakba lehet eljutni.

## Története

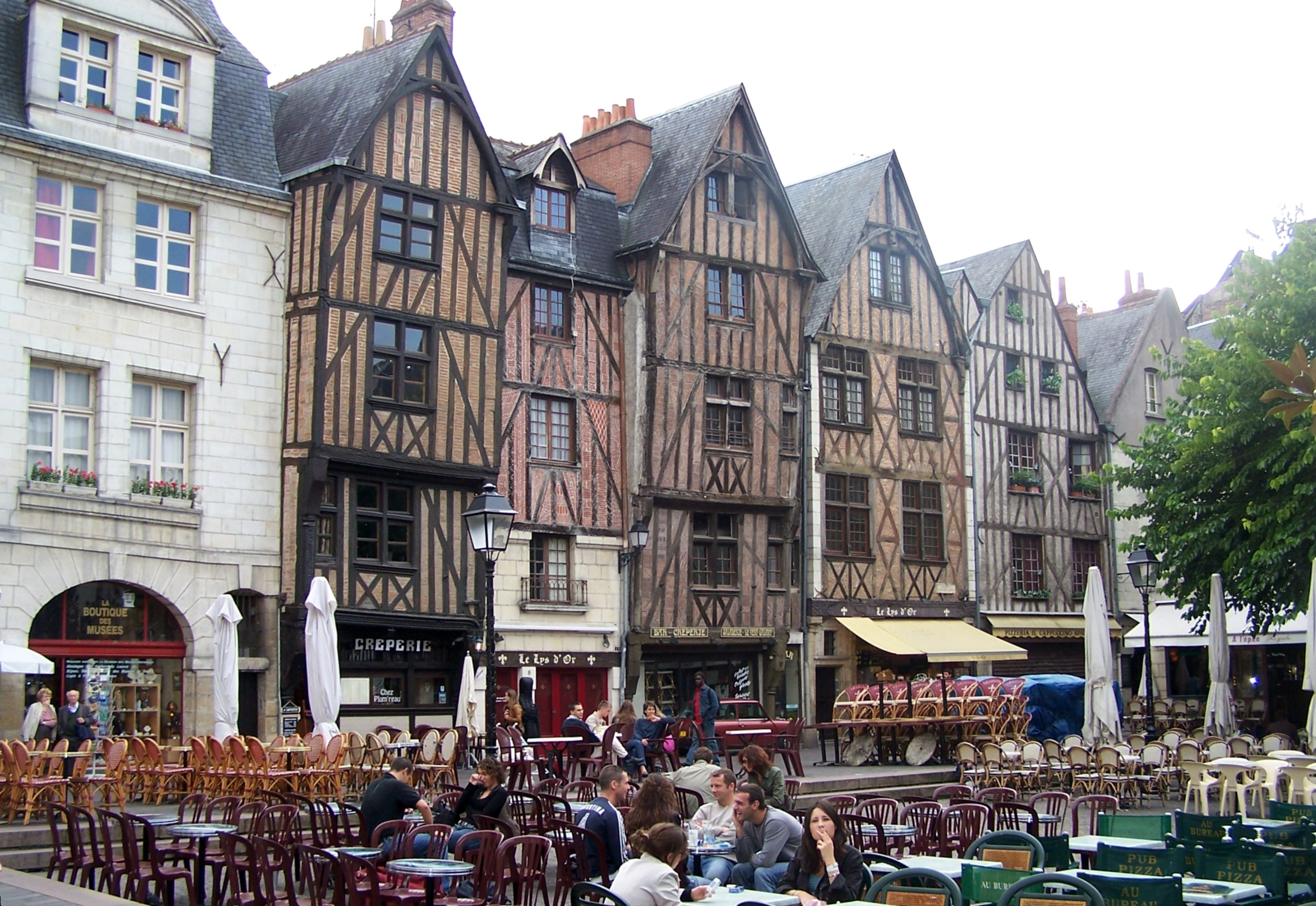
Place Plumereau

Tours története a római időkből ered. A város aktív gall-római kereskedelmi és adminisztratív központ volt.
A Loire északi partján fekvő, gall eredetű Altionos és a déli parton lévő Caesarodonum a IV. században Urbs Turonum (turonok városa) néven egyesült és a mostani Szent Kajetán-katedrális környékén helyezkedett el.
A várost a támadások miatt fallal vették körül, ennek maradványai még ma is láthatók a katedrális mögötti utcácskákban.
A kereszténységet Szent Kajetán (Gatien de Tours) már a II. században általánossá tette. Ő volt Tours első püspöke.
A város leghíresebb püspöke Szent Márton. Pannóniában született 316-ban és római katonaként került a gall provinciába.  Egy látomása hatására megkeresztelkedett és hittérítő lett.
Tours-i Szent Gergely (St. Grégoire de Tours), aki 573-tól a város püspöke volt, itt írta (latinul) fő művét, Franciaország történetét, ami a kor egyik legalapvetőbb dokumentuma.
A Meroving királyok alatt eleinte királyi birtok volt. I. Charibert frank király egy Leudast nevű, a környékről származó udvari nemese számára 570-ben szervezte meg Touraine grófságát, amely a várost és a környező falvakat fogta össze.
A 800-as években Alcuin, a Tours-i Szent Márton-kolostor apátja másolóiskolát alapított, mely újfajta kalligráfiai technikát használt és színes kezdőbetűiről, miniatúráiról ismert.
A középkorban a város a Szent Márton sírjánál történt számos csoda következtében híres zarándokhely lett és nagyon meggazdagodott. Franciaország alapítója, I. Klodvig itt kereszteltette meg magát, ezért lett a franciák védőszentje Szent Márton.
Az 1200-as években Touraine az angol-francia villongások színtere volt. Csak az 1242-es béke juttatta vissza újra Franciaországnak a várost. Ezután a francia királyok kedvelt lakhelye volt a régió, szinte valamennyi király megfordult itt. 
XI. Lajos (1423-1483) Plessis-Lés-Tours-ban építtette fel kastélyát. Ő létesíttette a városban az első selyemszövő üzemeket. A fejlett ipar és mezőgazdaság sok embert vonzott ide.
A vallásháborúk idején a hugenották egyik fellegvára volt. Itt 1562-ben, 10 évvel a párizsi Szent Bertalan éjszakája előtt tört ki a polgárháború. A hugenották felgyújtották a Szent Márton-bazilikát, cserébe a pápisták lemészárolták a protestánsokat. A hugenották elvándorlásával a selyemipar megszűnt, a lakosság jelentősen lecsökkent és a város elszegényedett.
1871-ben a német-francia háborúban a németek két hónapig megszállva tartották.
A második világháborúban komoly károkat szenvedett. A német csapatok kétnapos ostrom után foglalták el. A megszállt Tours 37 bombázást ért meg, felrobbantották hídját és az óváros egy része romba dőlt — a háború után a lerombolt ódon épületeket eredeti formájukban állították vissza.

## Gazdaság
Tours hagyományos iparága a XV. század óta a selyem- és velúrszövés.
Emellett gumi-, gyógyszer- és nyomdaipara van.
Fő gazdasági ágai a gép-, gumi-, gyógyszer- és nyomdaipar; illetve az elektronika, a borászat és az idegenforgalom.

## Tudomány, oktatás
Tours a régió kulturális központja. Egyetemén több mint 12 000 hallgató tanul.

## Közigazgatás
Tours 7 kantonja:
- Tours-Centre (20 005 lakos);
- Tours-Est (19 234 lakos);
- Tours-Nord-Est (18 214 lakos);
- Tours-Nord-Ouest (17 694 lakos);
- Tours-Ouest (19 350);
- Tours-Sud (18 435 lakos);
- Tours-Val-du-Cher (19 888 lakos).

## Nevezetességei

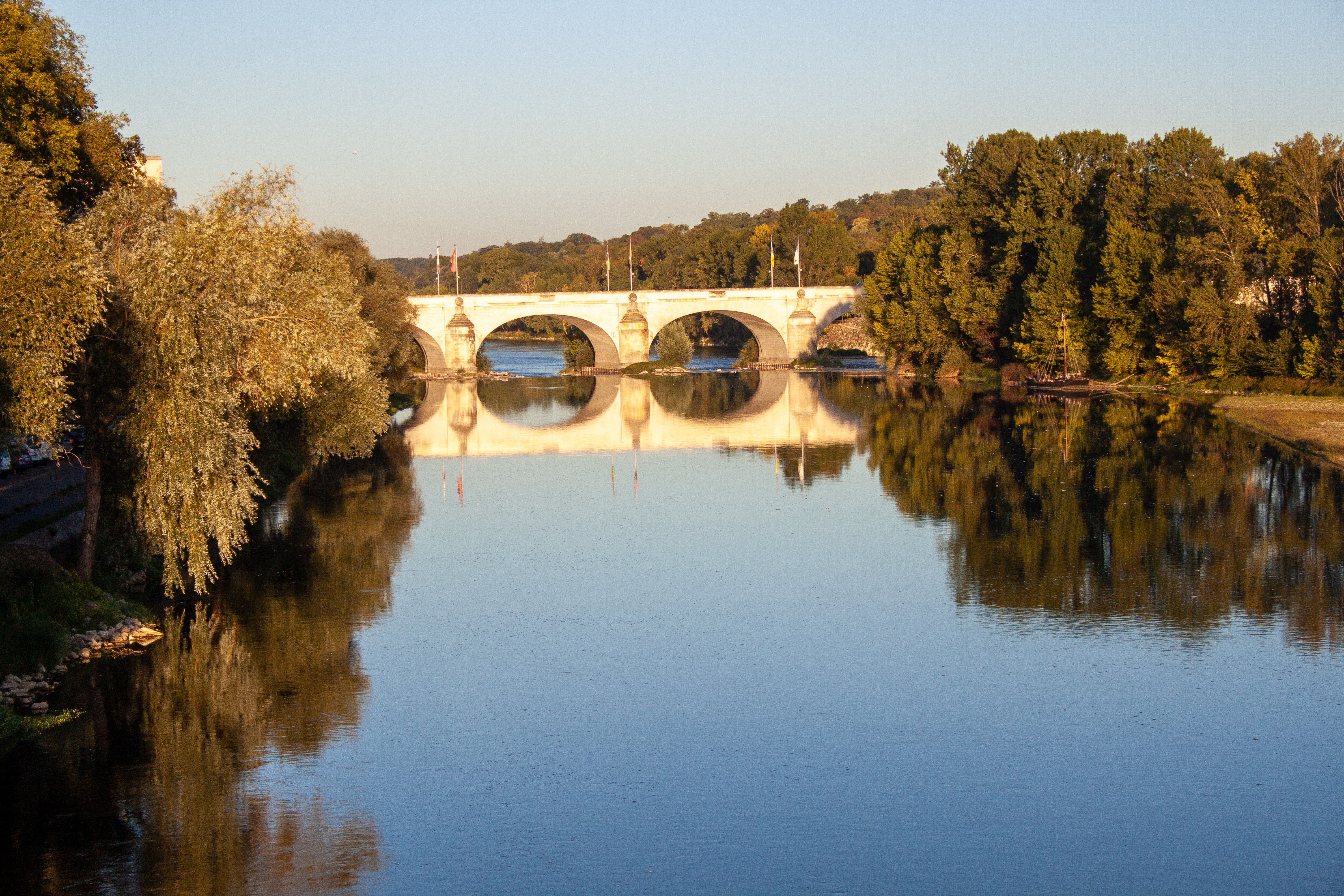
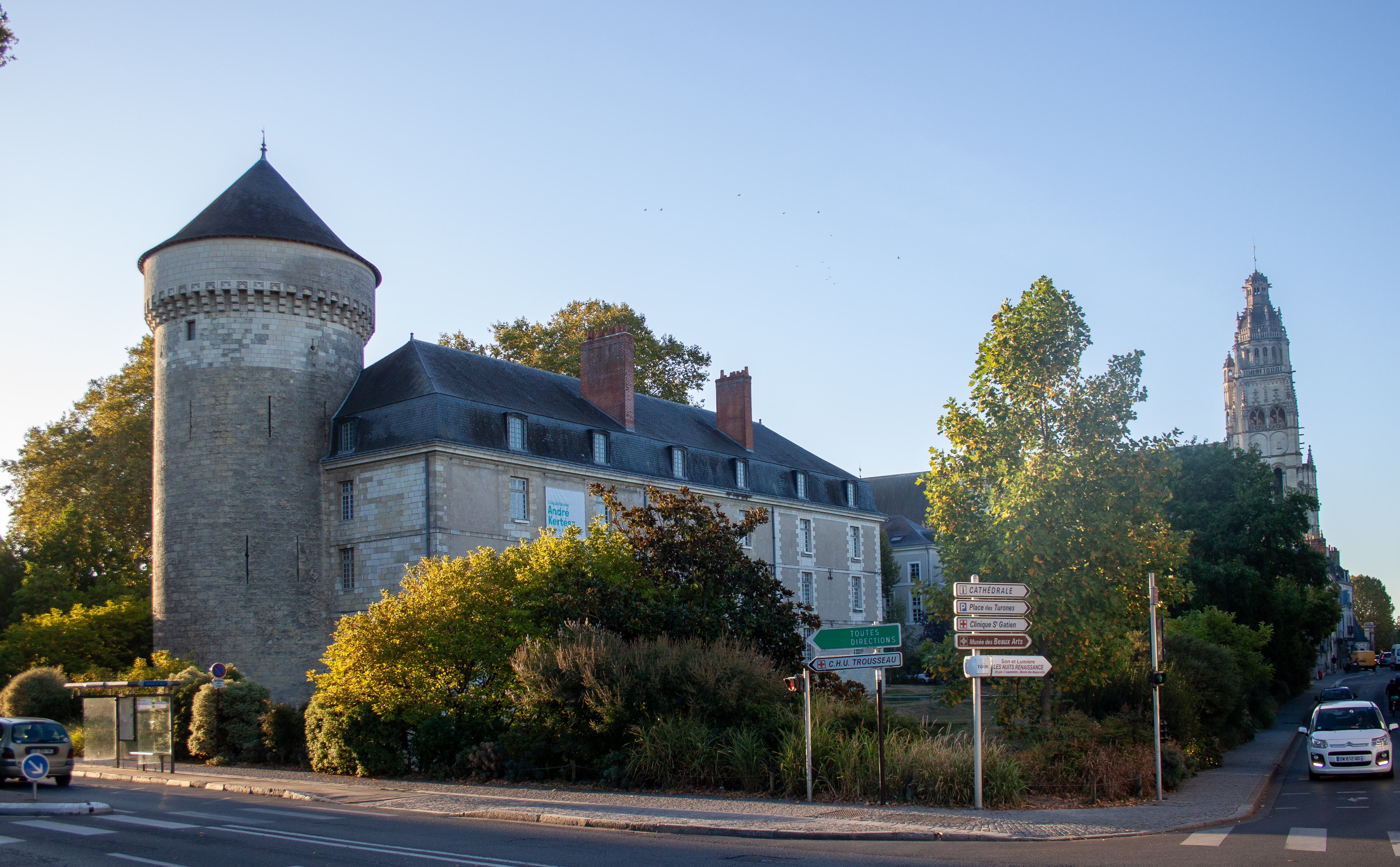
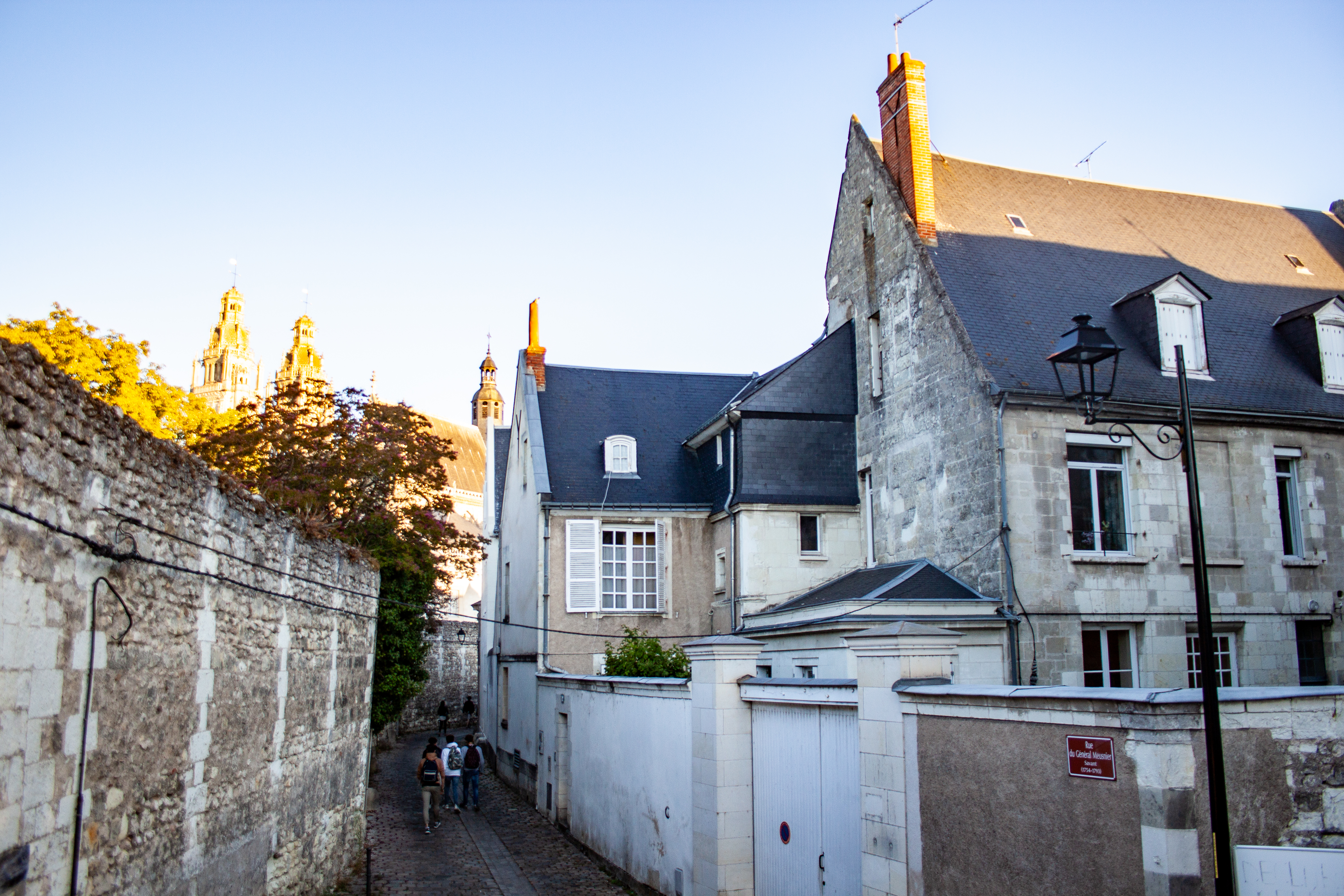
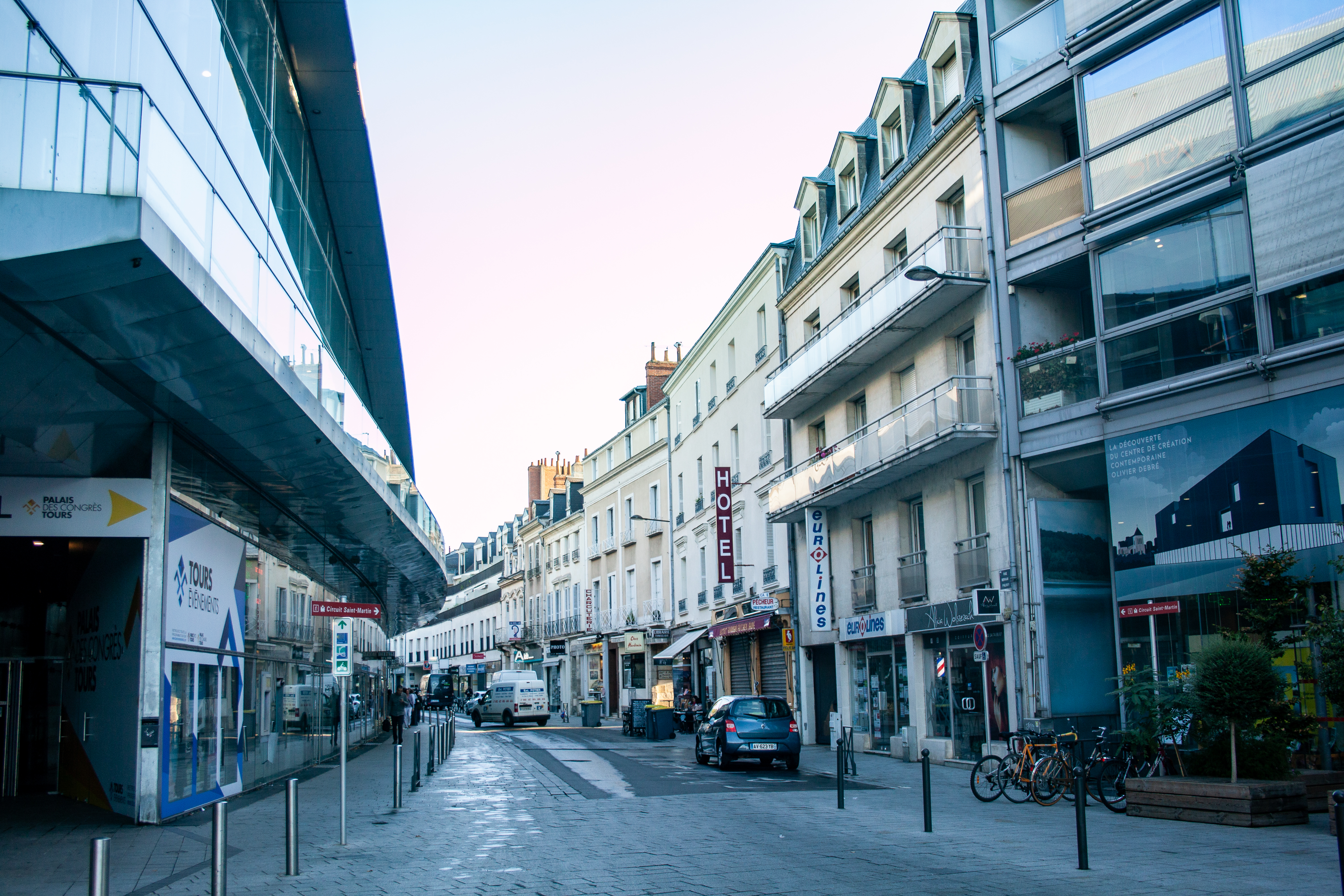

- Szépművészeti Múzeum
- Saint-Gatien katedrális
- Saint-Julien templom
- Szent Márton bazilika
- Palais du Commerce
- Wilson híd
- Hotel Goüin
- Place Plumereau
- Chateau de Plessis-lés-Tours
- Saint Cosme-prioriátus

## Testvérvárosok
Tours 9 külföldi testvérvárosa:
- Németország Mülheim an der Ruhr 1962.
- Spanyolország Ségovie 1972.
- Olaszország Parma 1976.
- Kína Luoyang 1982.
- USA Springfield 1984.
- Kanada Trois-Rivières 1987.
- Japán Takamacu 1988.
- Románia Brassó 1990.
- USA Minneapolis 1991.

### Városok közötti együttműködés
- Magyarország Szombathely 2003.
- Marokkó Settat 2002.
- Marokkó Marrákes 2003.